# Пријебљези
Пријебљези су насељено мјесто у општини Србац, Република Српска, БиХ. Према попису становништва из 1991. у насељу је живјело 562 становника.

## Спорт
Насеље је сједиште фудбалског клуба Врбас.

## Становништво
| Демографија (Пребјези) | Демографија (Пребјези) | Демографија (Пребјези) |
| Година                 | Становника             | Становника             |
| ---------------------- | ---------------------- | ---------------------- |
| 1948.                  | 649                    |                        |
| 1953.                  | 704                    |                        |
| 1961.                  | 607                    |                        |
| 1971.                  | 555                    |                        |
| 1981.                  | 567                    |                        |
| 1991.                  | 564                    |                        |
| 1993.                  | 588                    |                        |